# Emmeringer See
Der Emmeringer See ist ein Baggersee auf dem Gebiet der Gemeinde Emmering im Landkreis Fürstenfeldbruck in Oberbayern. Er befindet sich in unmittelbarer Nähe der Bundesstraße 471, ist 3,1 ha groß und 12 m tief. Der See dient heute der Naherholung. Im See findet am 24. Dezember ein Weihnachtsbaden statt.